# Lašva
Die Lašva (serbisch-kyrillisch Лашва) ist ein Fluss in Bosnien und Herzegowina, genauer in Zentralbosnien. Sie entsteht zwischen Jajce und Travnik und mündet nach 49,4 km südlich von Zenica von links in die Bosna.

## Lauf
Das Quellgebiet der Lašva befindet sich an beiden Hängen des Bergmassivs Radalj zwischen den Straßenpässen Karaula und Komar. Hier entspringen ihre beiden Quellbäche, die Karaulska Lašva und die Komarska Lašva, welche sich bei Turbe vereinigen. Darauf folgend durchfließt der Fluss ein dicht besiedeltes Tal und die Städte Travnik und Vitez. Hinter Travnik münden zunächst von links die Bila und dann von rechts die Kozina ein.
Die Mündung des Flusses in die Bosna liegt etwas nördlich des gleichnamigen Ortes Lašva.

## Geschichte
Das Tal der Lašva stellt verkehrshistorisch betrachtet den einzigen günstigen Korridor zwischen den Tälern von Vrbas und Bosna in West-Ost-Richtung dar, also die kürzeste Verbindung zwischen den alten Siedlungsplätzen von Banja Luka und Sarajevo. Daher hatte es schon früh strategische Bedeutung. Das Tal gehörte im Mittelalter zum Fürstentum Lašva das im Besitz des Hauses Šantić war.
Die Gegend war so bereits zu Zeiten der Illyrer und Römer besiedelt. Davon zeugen die Überreste der sogenannten Vila rustica bei Novi Travnik.

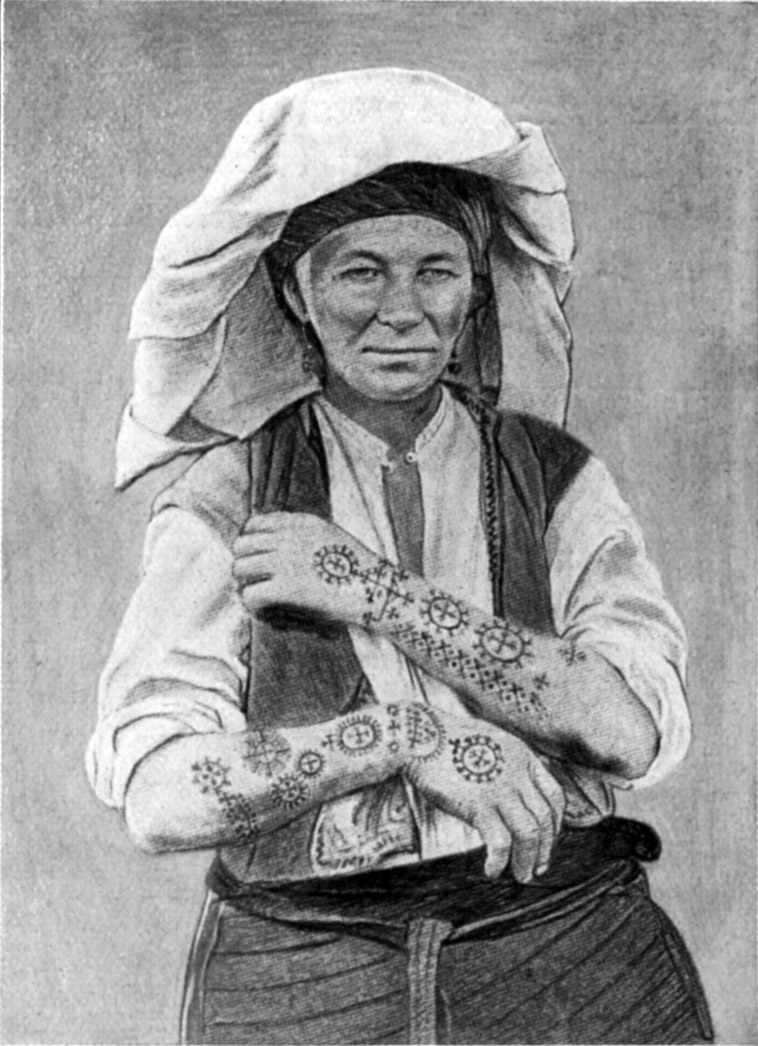
Kroatin aus dem Lašvatal in Tracht und mit bocanje, den damals üblichen Tätowierungen (1896).

Im Bosnienkrieg war das Lašva-Tal aus strategischen und ethnischen Gründen heftig umkämpft. Zum einen wurde es sowohl von Kroaten als auch Bosniaken bewohnt, zum anderen verlief die Frontlinie zu den serbisch kontrollierten Gebieten um Jajce in unmittelbarer Nähe über den Karaulapass. Dabei kam es vor allem von Seiten der HVO zu Massakern an der Zivilbevölkerung, die in den sogenannten Lašva-Tal-Prozessen vor dem ICTY thematisiert wurden. Die kroatischen Streitkräfte im Tal wurden von Tihomir Blaškić kommandiert, der für die dortigen Kriegsverbrechen verurteilt wurde. Bei Kriegsende hatten fast alle Bewohner das vollkommen zerstörte Tal verlassen. Heute ist es wieder dicht bewohnt.

## Verkehr
Den natürlichen Verkehrskorridor des Tales nutzt die Magistralstraße 5 (Bihać-Sarajevo), welche stark befahren ist und in der Umgebung die einzige größere West-Ost-Verbindung darstellt. Von 1894 an nutzte auch eine Bahnstrecke mit sogenannter Bosnischer Spurweite das Tal auf dem Weg von Sarajevo nach Jajce bzw. Bugojno. Diese verließ das Lašva-Tal über den Komarpass. In den 1970er Jahren wurden die Schmalspurtrassen aufgelassen und in den 1980er Jahren demontiert.